# Litauische EU-Ratspräsidentschaft 2013

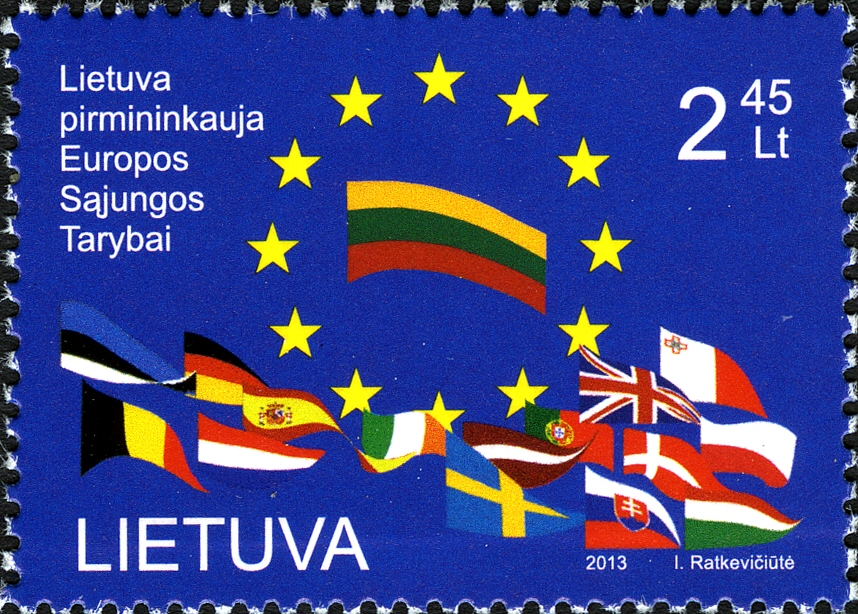
Litauische Postmarke anlässlich der EU-Ratspräsidentschaft 2013, Lietuvos paštas

Die litauische Ratspräsidentschaft bezeichnete den Vorsitz der Republik Litauen im Ministerrat der EU für die zweite Jahreshälfte 2013. Damit setzte sie die Trio-Ratspräsidentschaft von Irland, Litauen und Griechenland fort. Es ist der erste Ratsvorsitz des 2004 der EU beigetretenen Landes.
Die Website der litauischen EU-Ratspräsidentschaft steht in den drei Arbeitssprachen der Europäischen Union – auf Deutsch, Englisch und Französisch, sowie in der Amtssprache der Republik Litauen, Litauisch, zur Verfügung (siehe auch Amtssprachen der Europäischen Union).

## Prioritäten der litauischen EU-Ratspräsidentschaft
Eigene Schwerpunkte will das Land im Rahmen der EU-Ratspräsidentschaft bei den Themen Energiesicherheit, EU-Strategie für den Ostseeraum, Heranführung der Länder der Östlichen Partnerschaft an die EU und Management der EU-Außengrenzen setzen. Daneben soll die Europäische Wirtschaftsregierung vorangebracht und der mehrjährige Finanzrahmen der EU 2014–2020 abgeschlossen werden.

## Logo
Wie bereits die Ratspräsidentschaft von Irland im ersten Halbjahr 2013 verwendet Litauen ein eigenes Logo. Das Logo stellt vier unterschiedlich blaue konzentrische Kreise dar, die rechts oben von drei Strichen (gelb, grün, rot – Flagge von Litauen) unterbrochen werden, durch welche die vollkommene Kreisform scheinbar gestört wird. Optisch greifen durch diese Störung die Kreise jedoch wieder ineinander und verflechten diese zu einem einheitlichen Ganzen. „Die Farben des Logos erinnern (an) litauische Beziehungen mit der Ostsee- und Nordseeregion und der blaue Streifen der Flagge der Europäischen Union signalisiert die gemeinsamen Werte und Leistungen“.
Rechts neben dem Logo wird auf die litauische Ratspräsidentschaft mit den Worten: „Lietuvos pirmininkavimas ES Tarybai“ (Litauische EU-Ratspräsidentschaft) und der Jahreszahl 2013, hingewiesen. Bei einer weiteren Variante des Logos wird anstelle des Schriftzuges samt Jahreszahl die Webseite der litauischen Ratspräsidentschaft www.eu2013.lt unterhalb des Logos angeführt.
Das Grundkonzept des Logos wurde in einem offenen Wettbewerb 2011 aus mehr als 600 Vorschlägen ausgewählt und von Simona Mykolaitytė entworfen und von der Grafikerin K. Zilinskienė überarbeitet, wodurch einige Details verändert und das Element des Geflechtes dazukamen. Das Logo wurde am 10. Mai 2013 in Vilnius, auf dem Drachenfest „Europos vėjai“ („die Winde Europas“) unter der Teilnahme der litauischen Präsidentin Dalia Grybauskaitė präsentiert.

## Weiteres
- Rat der Europäischen Union
- Vorsitz im Rat der Europäischen Union